# Negli abissi di Kaltenland
(dal prologo)
Negli abissi di Kaltenland (titolo originale The Caverns of Kalte) è un librogame dello scrittore inglese Joe Dever, pubblicato nel 1984 a Londra dalla Arrow Books e tradotto in numerose lingue del mondo. È il terzo dei volumi pubblicati della saga Lupo Solitario. La prima edizione italiana, del 1986, fu a cura della Edizioni EL. Nel 2008 la Mongoose Publishing ha pubblicato l'opera rivisitata dall'autore in edizione expanded, con paragrafi aggiunti e rivisti ed un'avventura bonus, sempre tradotta in italiano dalla Edizioni EL.

## Trama
Lupo Solitario, unico superstite della distruzione dell'ordine dei Cavalieri Ramas, viene incaricato da re Ulnar di Sommerlund di recarsi nella fortezza di Ikaya, nelle distese gelate di Kaltenland. Scopo della missione, catturare Vonotar, un mago di Sommerlund che ha tradito la sua gente schierandosi dalla parte dei Signori delle Tenebre. Vonatar si è fatto nominare mago di corte dal Gran Sanghor, sovrano di Kaltenland, riuscendo ad impadronirsi poi del potere. La missione segreta dovrà essere compiuta entro un massimo di trenta giorni, altrimenti la nave in attesa di Lupo Solitario salperà senza di lui.

### Edizione expanded
Nell'edizione rinnovata è presente una mini-avventura (non scritta dall'autore del libro) di circa 100 paragrafi con protagonista Loi-Kymar, un anziano della corporazione dei maghi di Toran, che compare come aiutante di Lupo Solitario anche nella storia principale.

## Sistema di gioco
Lupo Solitario può contare su doti tattiche (Combattività) e fisiche (Resistenza). Inoltre, può sfruttare l'apprendimento di 5 (più due aggiuntive se il lettore ha completato i primi due volumi) tra le 10 Arti Ramas che forniscono un importante aiuto a seconda delle situazioni: Mimetismo, Caccia, Sesto senso, Orientamento, Guarigione, Scherma, Psicoschermo, Psicolaser, Affinità animale, Telecinesi. Gli oggetti raccolti sono contenuti in uno zaino, ad eccezione degli oggetti "speciali". Il denaro, in Corone d'oro, è contenuto in una borsa.
I combattimenti si svolgono confrontando in primis i punteggi di Combattività di Lupo Solitario e dell'avversario, che generano un rapporto di forza positivo, negativo o neutro. Il lettore estrae un numero dalla "Tabella del Destino" (che equivale a un d10) e nella tabella Risultati di combattimento incrocia quella riga alla colonna del corrispondente rapporto di forza di quel combattimento, togliendo punti di Resistenza a se stesso e/o all'avversario.

## Luoghi

### Kaltenland
Enorme distesa ghiacciata nell'estremo nord del Magnamund, dove ha luogo la missione di Lupo Solitario. Un luogo selvaggio abitato dai barbari servitori di Vonatar e habitat naturale dei feroci Bakhnar e dei velenosi Kalkoth

### Ikaya
Fortezza a nord di Kaltenland. Lupo Solitario vi arriverà attraverso i sotterranei incastrati nel ghiaccio.

## Personaggi

### Vonatar
Antagonista principale del libro: mago di Toran alleato del Signore delle Tenebre Zagarna, dopo la sconfitta di quest'ultimo si è rifugiato a Ikaya, prendendo il potere. Darà molto filo da torcere a Lupo Solitario.

### Loi-Kimar
Anch'esso mago di Toran. Vonatar lo ha catturato durante la sua fuga per estorcergli i segreti della sua asta magica, che lo renderebbe ancora più potente. Nonostante la prigionia e le torture, il mago non parla e resiste fino all'arrivo di Lupo Solitario, dandogli un grosso aiuto nella cattura di Vonatar. È protagonista dell'avventura bonus nell'edizione "expanded".

### Irian, Kiran e Fenor
Guide di Lupo Solitario nella parte iniziale del libro attraverso le distese di Kaltenland, sono duri uomini abituati alle estreme temperature di quella regione, che conoscono come le loro tasche. La loro presenza durerà poco (il loro destino sarà opzionale) in quanto Lupo Solitario si ritroverà ben presto solo.

## Oggetti

### Armi
Esistono 9 armi canoniche nei librigame di Lupo Solitario: Pugnale, Lancia, Mazza, Daga, Martello da Guerra, Spada, Ascia, Asta e Spadone. Le armi si troveranno nel mondo o si ruberanno ai cadaveri dei nemici. Il numero massimo di Armi che si può portare è due.

### Oggetti nello Zaino
Lo Zaino può contenere al massimo otto oggetti compresi i Pasti. Alcuni oggetti hanno un'utilità certa (pasti, pozioni magiche). Altri saranno utili in certe situazioni (chiavi).

### Oggetti Speciali
Non vanno nello Zaino e alcuni hanno un'utilità specifica altri sono falsi indizi che portano fuori strada.

### Denaro
Il denaro è espresso in Corone d'Oro, la moneta principale in queste zone del Magnamund. Si può portare un massimo di 50 Corone.

## Edizioni
- Joe Dever, Negli abissi di Kaltenland, traduzione di Judy Moss, Giulio Lughi, collana Librogame, Trieste, Edizioni EL, 1986, ISBN 88-7068-096-7.
- Joe Dever, Negli abissi di Kaltenland, San Dorligo della Valle, Edizioni EL, 2009, ISBN 978-88-477-2452-5. Nuova edizione estesa